# خوان رامون روانو
خوان رامون روانو (انگلیسی: Juan Ramón Ruano؛ زادهٔ ۲۹ نوامبر ۱۹۸۳) بازیکن فوتبال اهل اسپانیا است.
از باشگاه‌هایی که در آن بازی کرده‌است می‌توان به باشگاه فوتبال اکسترمادورا، باشگاه فوتبال لاسک، باشگاه فوتبال دپورتیوو آلاوس، باشگاه فوتبال کوردوبا، و باشگاه ورزشی تنریف اشاره کرد.